# 临空滑板公园
临空滑板公园（简称滑板主题公园）位于中華人民共和國上海市长宁区靠近临虹路7号（临空园区内），建成于2019年1月，佔地面积24361平方米，绿化面积16955平方米，2019年10月正式对外开放，内有专业滑板区域（专项滑板区包含一个专业滑板场和四个迷你滑板场）和50米亲水平台绿带。2020年8月15日，临空滑板公园举行了首场活动（2020年上海市青年滑板联赛），其中包括30秒碗池和45秒街区比赛。